# Museum für Urgeschichte(n)

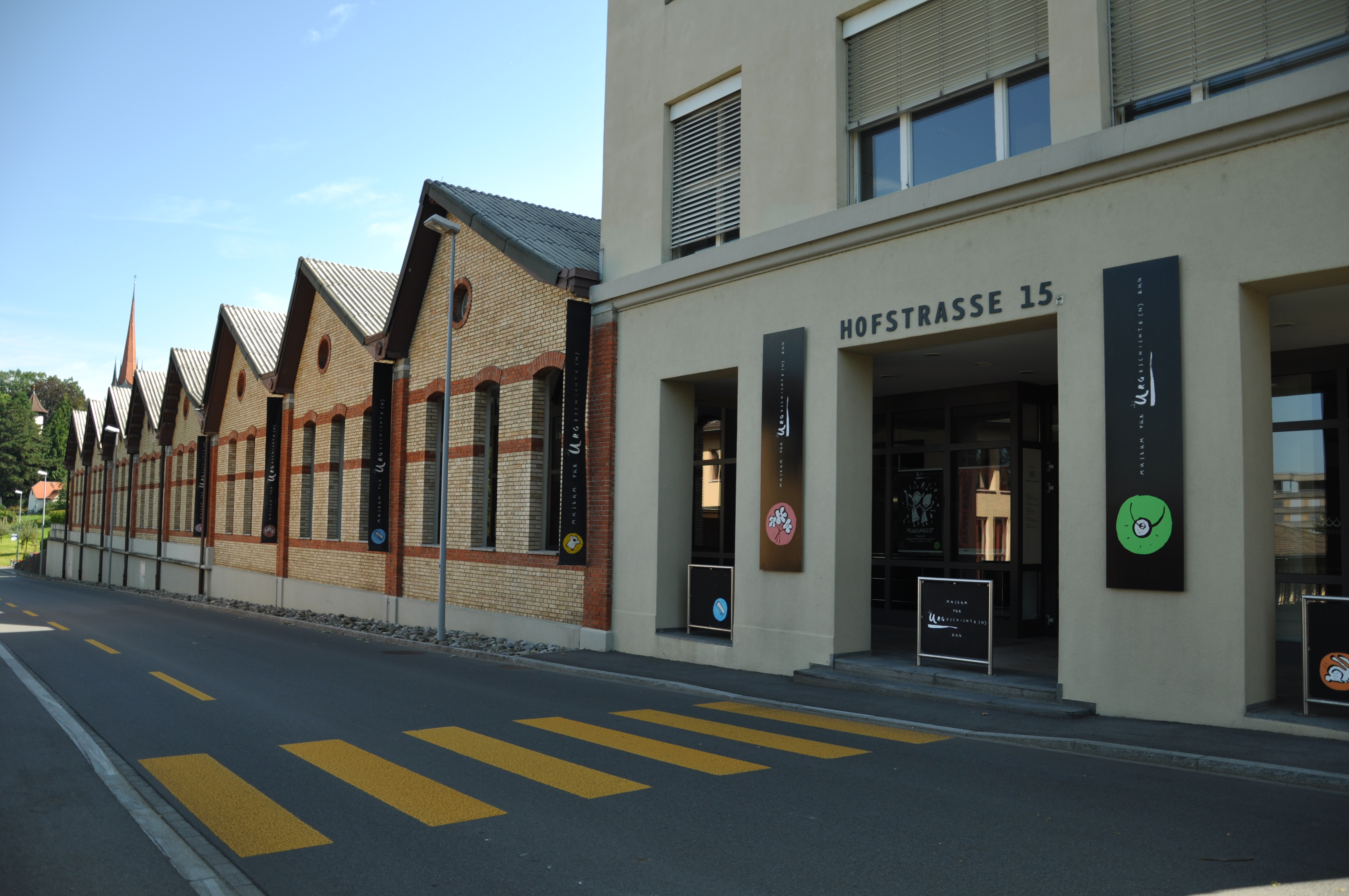
Museum für Urgeschichte(n)

Das Museum für Urgeschichte(n) in Zug ist ein archäologisches Museum des Kantons Zug in der Schweiz. Als einziges kantonales Museum in Zug gehört es zum Amt für Kultur.

## Geschichte
Das Kantonale Museum für Urgeschichte wurde 1930 von einer kantonalen Stiftung zur Förderung der urgeschichtlichen Forschung gegründet. Als Grundlage für das Museum diente die Privatsammlung des Kaufmanns Michael Speck (1880–1969). Es befand sich im Keller der Kantonsschule «Athene», direkt gegenüber dem heutigen Standort. 1946 wurde die Ausstellung in hellere Räumlichkeiten in einer ehemaligen Zigarrenfabrik verlegt. Nach der Institutionalisierung der Kantonsarchäologie 1986 positionierte das Amt für Kultur das Museum neu. Als Museum für Urgeschichte(n) wurde es Ende 1997 an der Hofstrasse 15 neu eröffnet.

## Ausstellungen
Die Dauerausstellung präsentiert anhand archäologischer Funde, lebensechter Rekonstruktionen, detailgetreuer Modelle und Illustrationen die Geschichte des Kantons Zug von der Altsteinzeit bis in das Frühmittelalter. Ein besonderes Augenmerk legt das Museum auf die Vermittlung der Inhalte an Kinder. So werden ihnen anhand fiktiver Lebensgeschichten die früheren Lebenssituationen anschaulich vermittelt. In einem eigenen Bereich, der Nostalgieecke, sind Teile der historischen Ausstellungspräsentation von 1930 ausgestellt. Für die Konzeption der Dauerausstellung als Geschichtenrundgang erhielt das Museum für Urgeschichte(n) Zug eine lobende Erwähnung beim Preis Europäisches Museum des Jahres 1999. In einem Nebenraum finden jährliche Sonderausstellungen zu archäologischen Themen statt.
Von 1997 bis 2016 wurde im Museum ein Objekt ausgestellt, das lange für ein Brot aus einer jungsteinzeitlichen Seeufersiedlung gehalten wurde. Im Frühling 2014 lancierte das Amt für Denkmalpflege und Archäologie zusammen mit den örtlichen Bäckereien ein Zuger «Pfahlbaubrot» auf Dinkelbasis, um den Fund zu würdigen. Dabei vorgenommene Untersuchungen liessen vorerst darauf schliessen, dass das vermeintliche Brot ein runder Koprolith, der versteinerte Kotrest eines Pflanzen- oder Allesfressers, sei. Weitere Untersuchungen führten allerdings zum Ergebnis, dass es sich dabei um einen Torfklumpen handelt. Die C14-Datierung ergab ein Alter von 12'000 Jahren, womit der Fund älter als zuvor angenommen wäre.